# Staffan, Esbo
Staffan är en ö i Finland. Den ligger i Finska viken och i kommunen Esbo i den ekonomiska regionen  Helsingfors i landskapet Nyland, i den södra delen av landet. Ön ligger omkring 15 kilometer väster om Helsingfors.
Öns area är 2 hektar och dess största längd är 250 meter i sydväst-nordöstlig riktning.